# Jákup Dahl (provst)
 For alternative betydninger, se Jákup Dahl. (Se også artikler, som begynder med Jákup Dahl)
Jákup Dahl, egentlig Jacob Dahl (5. juni 1878 – 5. juni 1944) var provst på Færøerne og bibeloversætter. Han skrev også den første skolebog til undervisning i færøsk (Føroysk mállæra til skúlabruks). Politisk set var han forkæmper for nationalbevægelsen. Provst Dahl spillede en afgørende rolle for indførelsen af færøsk som kirkesprog omfattende både færøsk prædiken, liturgi og salmesang.

## Biografi
Jákup var født i Vágur på Suðuroy og var søn af købmanden Peter Hans Dahl og hans kone Elisabeth Súsanna, (f. Vilhelm). Begge forældre stammede også fra Vágur. Jákup Dahls ene søn Regin Dahl (1918 - 2007) var en af Færøernes førende komponister og digtere.
Jákup var skolekammerat med Janus Djurhuus og inspirerede ham til at blive digter, da han en dag reciterede Jóannes Paturssons digt "Nu er tann stundin komin...". I 1896 blev han lærer og i 1905 cand. theol.. Fra 1907 til 1908 var han højskolelærer i Danmark, derefter realskolelærer i Tórshavn indtil 1912, hvor han blev sognepræst for Sydstrømø. Fra 1918 til sin død 1944 var han Færøernes provst. Indtil 1923 var han samtidig medlem af lagtinget som medlem af Selvstyrepartiet (Sjálvstýrisflokkurin).
Som realskolelærer blev han berømt i 1909, da han nægtede at undervise på dansk. Han blev derfor en central figur i den færøske sprogstrid (1908-1938) med megen autoritet som præst.
Dahls største betydning for det færøske sprog og folk var hans bibeloversættelse. I 1921 var Salmernes Bog færdig, Det Ny Testamente i 1937, mens Det Gamle Testamente kun var påbegyndt, da han døde. Det var Kristian Osvald Viderø, som fuldendte Dahls livsværk i 1961. Hver gang, en af Dahls oversættelser var offentliggjort, blev den straks godkendt af folkekirken.
Selvom der var en anden bibeloversættelse fra 1948 af baptisten Victor Danielsen til færøsk, benyttede Jákup Dahl de originale kilder på hebræisk og græsk, mens Danielsens oversættelse stort set er sket fra dansk og andre moderne europæiske sprog.

## William Heinesenom Jákup Dahl
Dette citat må ses i sammenhæng med, at Heinesen var en lille dreng på den tid, hvor Dahl var lærer og tvunget til at undervise på dansk i stedet for modersmålet færøsk. Muligvis var det erfaringer som den beskrevne, der har lagt sit præg på Dahls sprogpolitiske kamp.
Præst Jacob Dahl var også vor lærer i sang. I disse sangtimer, under hvilke der naturligvis kun måtte synges danske sange, var omtrent hele skolen stuvet sammen i et enkelt værelse. Her herskede en ubeskrivelig mangel på luft og et postyr, som man aldrig kan glemme. Det var begribeligvis umuligt for en enkelt lærer at holde skik på 30-40 vilde krabater, der næsten kun var ude på at gøre fortræd. Dahl prøvede altid først med det gode, men det mislykkedes næsten altid, og så slog han ind på en anden kurs og optrådte med strenghed, uddelte trusler og anmærkninger over en lav tærskel, slog efter de nærmeste urostiftere med violinbuen, hvilket stundom havde til følge, at den flossede op og blev uanvendelig. Det hændte også næsten altid i disse forrykte timer, at en eller to violinstrenge brast, ja undertiden alle fire, til tøjlesløs morskab for hele forsamlingen. Hver gang jeg i en kunsthistorie ser en gengivelse af Michelangelos dommedagsbillede, må jeg tænke på disse sangtimer – på de ulykkelige sammenpakkede og forvredne menneskekroppe, der i den døvende hede sad, lå og stod på bænke, borde og gulv, vrælende Vift stolt på Codans bølger i vilden sky, mens de kastede papirkugler og viskelædere efter hverandre eller sloges og blødte næseblod, og på den magtesløse lærer, der med svedig pande stod og søgte at fæstne sprungne strenge til sin violin.
kilde Arkiveret 19. juni 2006 hos  Wayback Machine

## Værker
- 1908 – Føroysk mállæra til skúlabrúks. Tórshavn.
- 1913 – Jólasálmar og morgun- og kvøldsálmar; samlet af Jákup Dahl og Símun av Skarði. Tórshavn: Fram – 30 s. (jole-, morgen-, og aftensange)
- 1928 – Glottar. Tórshavn: H. N. Jacobsens Bókahandil – 96 s.
- 1935 – Ávegis. Tórshavn: H. N. Jacobsens Bókahandil – 156 s.
- 1948 – Sólin og sóljan. Egenforlag ved Regin Dahl. – 79 s.
- 1948 – Meðan hildið verður heilagt. Ein lestrarbók. Tórshavn: Føroyskt kirkjumál – 485 s. (prækener og andagter)
- 1961 – Bíblia: Halgabók. Gamla testamenti og Nýggja. (sammen med Kristian Osvald Viderø, 1. nyt tilrættelægt udgave). København: Det Danske Bibelselskab, 2000 – 1211 s.
- 1970 – Í jólahalguni. Sólarris. – Tórshavn: Heimamissiónsforlagið – 149 s.

### på internettet
- Bibelselskabet.dk – Dahls Bibel Arkiveret 4. februar 2007 hos  Wayback Machine (færøsk)
- Folkakirkjan.fo – Salmabók Arkiveret 15. marts 2007 hos  Wayback Machine (færøsk salmebog med mange af Dahls oversættelser. Se under "Sálmaskald", og gå så efter nummer og titel.)
- Føroya landsbókasavn Arkiveret 18. maj 2006 hos  Wayback Machine (Billeder fra en udstilling på Færøernes landsbibliotek)